# TEX261
TEX261 (англ. Testis expressed 261) – білок, який кодується однойменним геном, розташованим у людей на 2-й хромосомі. Довжина поліпептидного ланцюга білка становить 196 амінокислот, а молекулярна маса — 22 538.
| 10         |  | 20         |  | 30         |  | 40         |  | 50         |
| ---------- |  | ---------- |  | ---------- |  | ---------- |  | ---------- |
| MWFMYLLSWL |  | SLFIQVAFIT |  | LAVAAGLYYL |  | AELIEEYTVA |  | TSRIIKYMIW |
| FSTAVLIGLY |  | VFERFPTSMI |  | GVGLFTNLVY |  | FGLLQTFPFI |  | MLTSPNFILS |
| CGLVVVNHYL |  | AFQFFAEEYY |  | PFSEVLAYFT |  | FCLWIIPFAF |  | FVSLSAGENV |
| LPSTMQPGDD |  | VVSNYFTKGK |  | RGKRLGILVV |  | FSFIKEAILP |  | SRQKIY     |

A: Аланін

C: Цистеїн

D: Аспарагінова кислота

E: Глутамінова кислота

F: Фенілаланін

G: Гліцин

H: Гістидин

I: Ізолейцин

K: Лізин

L: Лейцин

M: Метіонін

N: Аспарагін

P: Пролін

Q: Глутамін

R: Аргінін

S: Серин

T: Треонін

V: Валін

W: Триптофан

Локалізований у мембрані.